# Gare d'Oulu
La gare d'Oulu (en finnois : Oulun rautatieasema) est une gare ferroviaire finlandaise située dans le quartier de Vaara à Oulu.

## Histoire
En 2008, la gare a accueilli  896 000 voyageurs.